# Coniferylaldehyd
Coniferylaldehyd ist eine chemische Verbindung aus der Gruppe der Aldehyde.

## Vorkommen
Coniferylaldehyd ist natürlicher Baustein des Lignins von Pflanzen, was schon 1897 durch P. Klason angenommen wurde. Es kommt in der Borstigen Taigawurzel, in Gemeinem Lein und in der Weinrebe vor.

## Gewinnung und Darstellung
Coniferylaldehyd kann aus Methoxymethylvanillin gewonnen werden, das mit Acetaldehyd kondensiert und durch Säure von der Methoxymethyl-Gruppe befreit wird. Es kann auch biochemisch (z. B. durch Cinnamoyl:CoA-Reduktase) dargestellt werden.

## Eigenschaften
Coniferylaldehyd ist ein gelboranger Feststoff, der löslich in Benzol und Ethanol ist.

## Verwendung
Coniferylaldehyd eignet sich zur Verwendung in Studien über die antioxidativen und antiradikalischen Aktivitäten von Ferulaten unter Verwendung eines β-Carotin-Linoleat-Modellsystems bzw. eines DPPH-Radikalfängertests.